# Champlemy
Champlemy – miejscowość i gmina we Francji, w regionie Burgundia-Franche-Comté, w departamencie Nièvre.
Według danych na rok 1990 gminę zamieszkiwało 345 osób, a gęstość zaludnienia wynosiła 9 osób/km² (wśród 2044 gmin Burgundii Champlemy plasuje się na 573. miejscu pod względem liczby ludności, natomiast pod względem powierzchni na miejscu 83.).